# 시어도어 드라이저

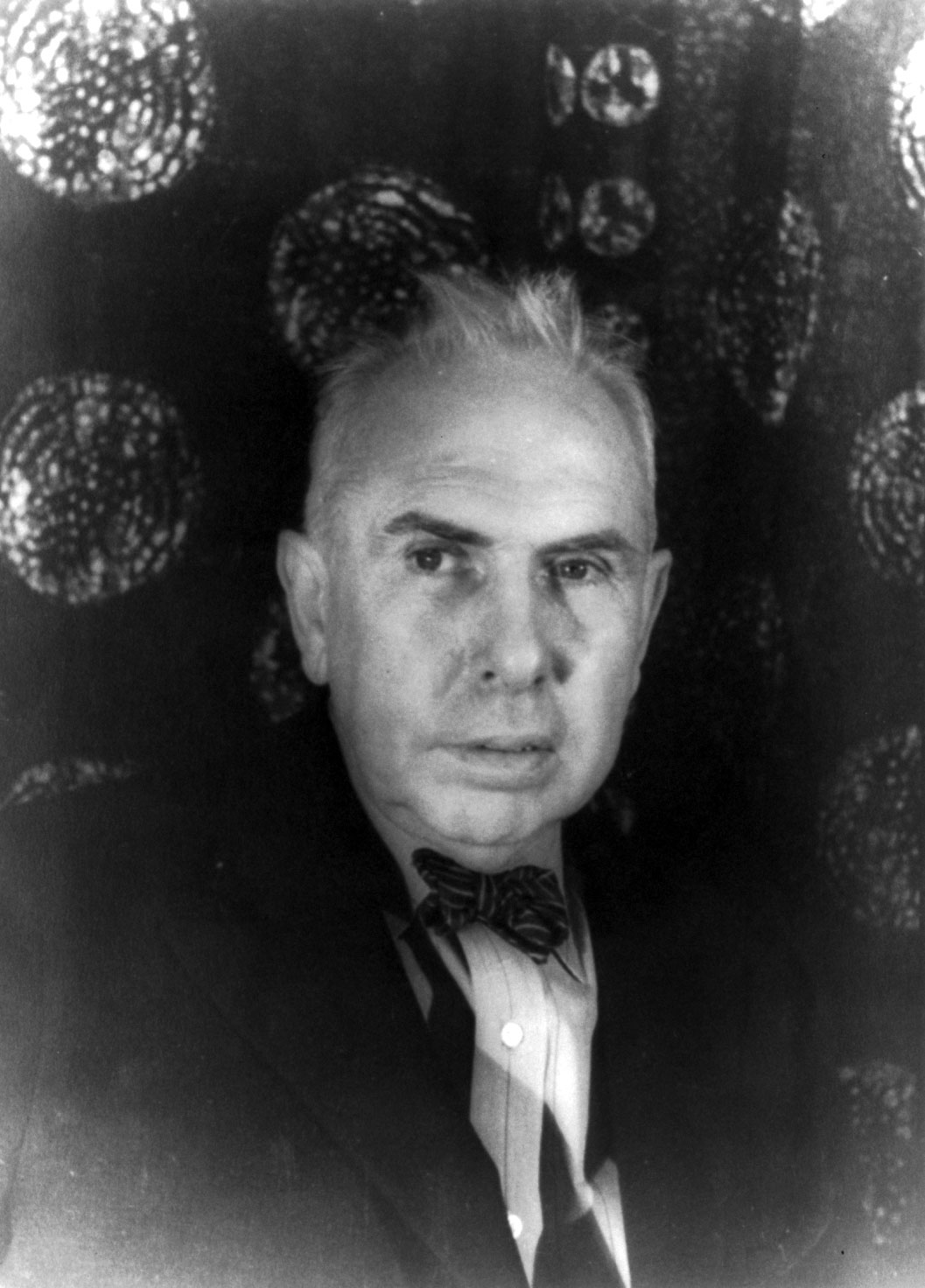
시어도어 드라이저

시어도어 드라이저(Theodore Dreiser, 1871년~1945년)는 미국의 소설가이다. 가난한 독일 이민의 아들로 인디애나주 테레호테에서 태어났다. 형제 13명 중 열두 번째로 태어나 가난 때문에 가족들은 뿔뿔이 흩어졌다. 작곡가로 성공한 형 폴은 창녀집 포주 애니 블레이스와 동거하고 누나 엠마는 남자에게 농락당했다. 드라이저는 17세 때 시카고로 가서 접시닦이, 철물점 등의 점원을 하다가 고등학교 교사였던 밀디레드 필딩의 원조로 인디애나 대학교에 들어갔으나 학업에 흥미가 없어 퇴학했다.
1892년 시카고 신문 〈시카고 글로브〉를 비롯하여 여러 신문사 기자로 활동했으며, 이때에 발자크와 졸라의 문학을 애독했다. 데뷔작 《시스터 캐리》는 시골처녀의 명예욕을 주제로 한 것이었으나 잘 팔리지가 않아 생활은 파탄 직전에 이른다. 어떤 출판사 편집을 맡아보면서 《제니 게어하트》(1911), 《자본가》(1912), 《거인》(1914), 《천재》(1915)를 발표했으나 평이 신통치 못했다. 성(性)과 물욕을 그린 《천재》는 발매금지까지 당했으나 정신적·경제적 고통을 극복하고, 《미국의 비극》을 발표하여 성공을 거두었다. 미국에서의 자연주의 문학은 드라이저에 의해 완결되었다. 돈·지위·명예의 포로가 된 드라이저는 가장 미국적인 문학자로서 재평가되어 가고 있다.

## 작품 목록
- 1900년 《시스터 캐리》 Sister Carrie
- 1911년 《제니 게르하르트》 Jennie Gerhardt
- 1912년 《자본가》 The Financier
- 1914년 《천재》The "Genius"
- 1918년 Free and Other Stories
- 1919년 《열두명의 남자》 Twelve Men
- 1922년 《자서전》 A Book About Myself
- 1923년 The Color of a Great City
- 1925년 《미국의 비극》 An American Tragedy
- 1927년 《사슬》 Chains
- 1929년 《여자들의 화랑》 A Gallery of Women
- 1931년 《새벽》 Dawn
- 1941년 《미국은 구제할 만한 가치가 있다(논평)》 America Is Worth Saving
- 1946년 《성채》 The Bulwark (1914년 집필을 시작하여 사후 1년에 출판됨)
- 1947년 《금욕의 인간》 The Stoic (사망 직전인 1945년에 집필을 마치고 사후 출판됨)